# Sareh Bayat
Sare Bajat, pers. ساره بیات (ur. 6 października 1979 w Teheranie) – irańska aktorka filmowa i telewizyjna, również modelka i prezenterka telewizyjna. Znana głównie z roli Razieh w filmie Rozstanie (2011) w reżyserii Asghara Farhadiego, za którą zdobyła zbiorowego Srebrnego Niedźwiedzia dla najlepszej aktorki na 61. MFF w Berlinie.